# Salka nigricans
Salka nigricans är en insektsart som först beskrevs av Matsumura 1932.  Salka nigricans ingår i släktet Salka och familjen dvärgstritar. Inga underarter finns listade i Catalogue of Life.